# Autoportrait à l'âge mûr
Autoportrait à l'âge mûr – en italien Autoritratto in età matura – est un tableau réalisé vers 1635-1640 par le peintre italien Le Bernin. De format vertical, cette huile sur toile est un autoportrait dans lequel il se figure en buste devant un fond neutre, aperçu de trois-quarts par son profil droit. Offerte par Otto Messinger en 1911, l'œuvre est conservée à la Galerie Borghèse de Rome. Ce musée d'art comprend également dans ses collections plusieurs sculptures de l'artiste, mais aussi une autre peinture où il se représente lui-même, exécutée vers 1623, quand il était plus jeune.

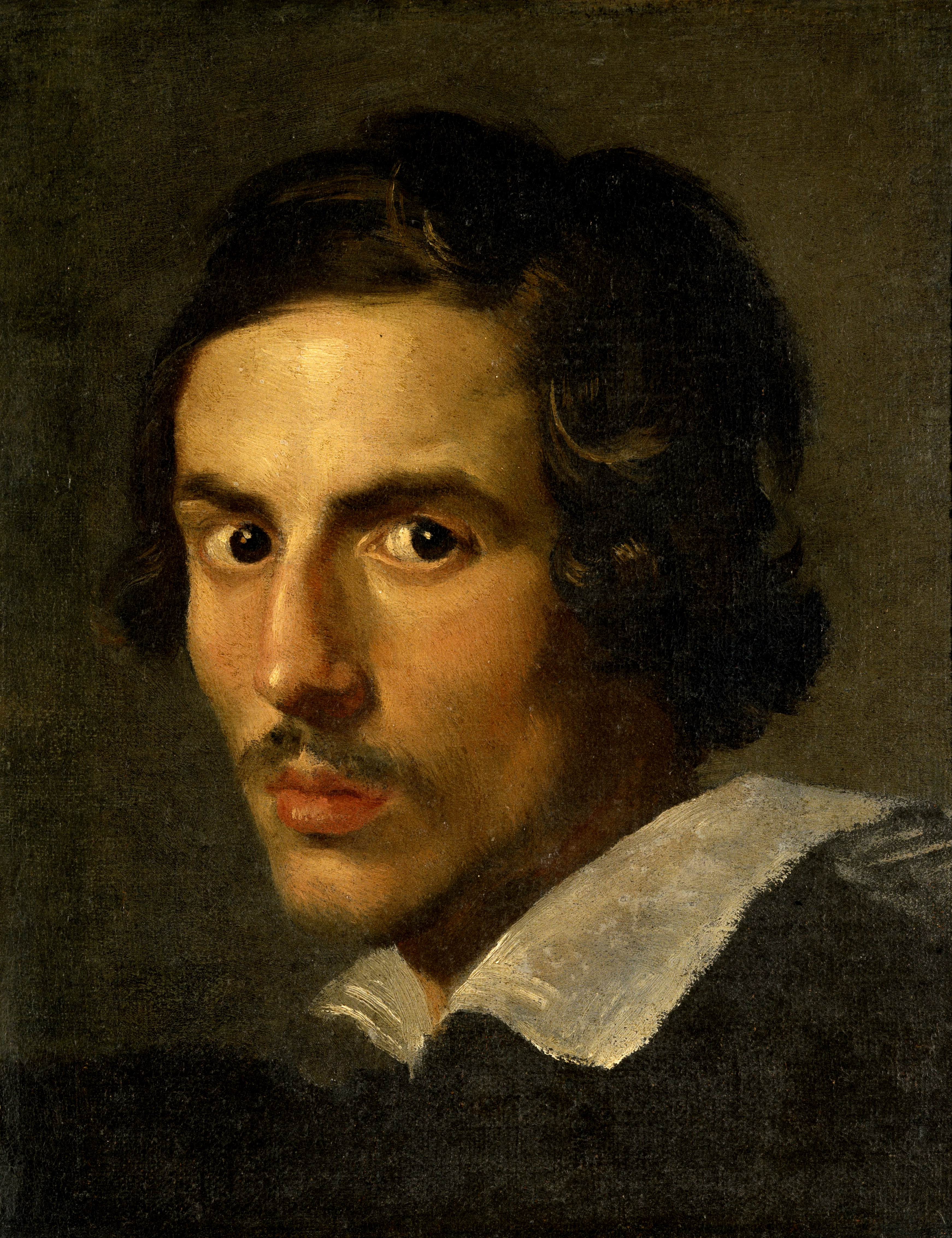
Autoportrait de 1623.